# Sharana (huyện)
Sharan là một huyện thuộc tỉnh Paktika, Afghanistan. Dân số thời điểm năm 1999 là 52,549 người.